# 睢州 (南梁)
睢州，中国南北朝时设置的州。
南朝梁大通元年（527年）置睢州，治所在顿丘县竹邑城（今安徽宿州市北二十里老符离集）。辖境相当今安徽省宿州市北部、濉溪县、萧县及江苏省沛县等地。东魏时移治取虑县（今灵璧县东北）。武定五年（547年）改为南济阴郡。武定六年（548年）改潼州置睢州。北齐复为睢州。北周沿置，隋文帝开皇三年（583年）废睢州。